# Omløb (jernbanedrift)
Ved omløb forstås inden for jernbanedrift den rangérmanøvre, at et tog ved endestationen frakobles lokomotivet, der i et paralleltliggende spor kører til togets modsatte ende og atter tilkobles med henblik på kørsel den modsatte vej.